# Крабова Петті
Крабова Петті або Крабсбургер або Крабовий Сендвіч (англ. Krabby Patty) — гамбургер, фірмова страва у вигаданому ресторані «Красті Крабс» у мультсеріалі «Губка Боб Квадратні Штани».

## Участь у мультсеріалі
Крабова Петті дебютувала у пілотній серії мультсеріалу «Help Wanted», а після заробляє багато різних варіацій протягом усього шоу.
Крабова Петті — один з головних пунктів меню ресторану «Красті Крабс». Цей бургер вважається одним з найуспішніших продуктів швидкого харчування у Бікіні-Боттом.
«Красті Крабс» зазвичай приваблює клієнтів завдяки відомим смаком крабової петті і тому факту, що у меню ресторана Планктона, «Помийне Відро» (англ. Chum Bucket), у кожній страві є помиї. Завдяки відсутності конкуренції, пан Крабс, як правило, завжди змінює ціни на свої страви.

## Інгредієнти
Секретний рецепт петті є комерційною таємницею. Планктон протягом 20 років намагається вкрасти секретний рецепт, щоб до його ресторану ходили люди, та помститися Юджину Крабсу. Ці спроби зазвичай закінчуються провалом, хоча у фільмі «Губка Боб і Корона Нептуна» йому все-таки вдається захопити рецепт.
Крабсбургер складається з котлети, приготованою за секретним рецептом, з двома булочками, огірочками, салатом, томатами, сиром, кетчупом, гірчицею та цибулею. У той же час меню «Красті Крабс» складається, як правило, зі звичайного фаст-фуду, таких як картопля фрі та газовані напої.

## Реальні аналоги
Видання «USA Today» назвало крабову петті одним з вигаданих продуктів вживання, яку багато хто б хотів мати у реальному житті. Згідно «New York Daily News» є чотири ресторани, в яких подають аналогічний бургер з мультсеріалу — всі вони мають у своєму складі крабове м'ясо.